# Liga Europea de la EHF femenina
La Liga Europea de la EHF femenina es una competición oficial de balonmano que designa a la segunda competición europea de entre clubs en categoría femenina. Está organizada por la Federación Europea de Balonmano. En la temporada 1993-94 sustituyó a la Copa IHF, y en la temporada 2020-21 lo hizo con la Copa EHF. Se disputa cada temporada desde el mes de septiembre hasta mayo.

## Fases Finales
| Liga Europea femenina de la EHF |           |              |                    |           |
| Temporada                       | Sedes     | Campeón      | Subcampeón         | Resultado |
| 2024-25                         | Graz      | Thüringer HC | Ikast              | 34-32     |
| 2023-24                         | Graz      | Storhamar    | CS Gloria Bistrița | 29-27     |
| 2022-23                         | Graz      | Ikast        | Nykobing Falster   | 31-24     |
| 2021-22                         | Viborg    | Bietigheim   | Viborg             | 31-20     |
| 2020-21                         | Baia Mare | Nantes       | Siófok KC          | 36-31     |

| Copa EHF  |                              |                                          |                                       |                    |
| Temporada | Sedes                        | Campeón                                  | Subcampeón                            | Resultado*         |
| 2019-20   | Cancelado COVID-19           | Cancelado COVID-19                       | Cancelado COVID-19                    | Cancelado COVID-19 |
| 2018-19   | Esbjerg, Siófok              | Siófok KC ( Hungría)                     | Team Esbjerg ( Dinamarca)             | 21-21, 26-21       |
| 2017-18   | Kristiansand, Craiova        | SCM Craiova ( Rumania)                   | Vipers Kristiansand ( Noruega)        | 22-26, 30-25       |
| 2016-17   | Bietigheim, Rostov           | Rostov-Don ( Rusia)                      | SG BBM Bietigheim ( Alemania)         | 25-28, 25-21       |
| 2015-16   | Metzingen, Dunaújváros       | Dunaújvárosi KKA ( Hungría)              | TuS Metzingen ( Alemania)             | 26-28, 29-21       |
| 2014-15   | Holstebro, Rostov            | Team Tvis Holstebro ( Dinamarca)         | Rostov-Don ( Rusia)                   | 33-20, 22-33       |
| 2013-14   | Toliatti, Esbjerg            | HBC Lada Togliatti ( Rusia)              | Team Esbjerg ( Dinamarca)             | 36-25, 32-32       |
| 2012-13   | Holstebro, Metz              | Team Tvis Holstebro ( Dinamarca)         | Metz Handball ( Francia)              | 31-35, 33-28       |
| 2011-12   | Toliatti, Oradea             | HBC Lada Togliatti ( Rusia)              | HC Zalau ( Rumania)                   | 30-24, 21-20       |
| 2010-11   | Ikast, Holstebro             | FC Midtjylland Handbold ( Dinamarca)     | Team Tvis Holstebro ( Dinamarca)      | 28-21, 24-26       |
| 2009-10   | Elda, Randers                | Randers HK ( Dinamarca)                  | Prosalia Elda Prestigio ( España)     | 20-22, 30-24       |
| 2008-09   | Estella, Leipzig             | SD Itxako Navarra ( España)              | HC Leipzig ( Alemania)                | 27-19, 25-26       |
| 2007-08   | Volgogrado, Estella          | HC Dinamo Volgograd ( Rusia)             | SD Itxako Navarra ( España)           | 27-25, 23-20       |
| 2006-07   | Ikast, Zvenígorod            | Zvezda Zvenigorod ( Rusia)               | Ikast Bording EH A/S ( Dinamarca)     | 30-35, 32-22       |
| 2005-06   | Budapest, Koprivnica         | FTC Budapest ( Hungría)                  | Podravka Vegeta Koprivnica ( Croacia) | 37-36, 33-32       |
| 2004-05   | Győr, Székesfehérvár         | Cornexi Alcoa ( Hungría)                 | Györi ETO Kezilabda Club ( Hungría)   | 21-27, 28-19       |
| 2003-04   | Győr, Viborg                 | Viborg HK ( Dinamarca)                   | Györi Graboplast ETO ( Hungría)       | 27-27, 37-21       |
| 2002-03   | Dunaújváros, Slagelse        | Slagelse FH ( Dinamarca)                 | Dunaferr SE ( Hungría)                | 22-27, 27-20       |
| 2001-02   | Győr, Ikast                  | Ikast Bording EH ( Dinamarca)            | Györi Graboplast ETO ( Hungría)       | 25-30, 36-23       |
| 2000-01   | Lublin, Koprivnica           | MKS Montex Lublin ( Polonia)             | Podravka Koprivnica ( Croacia)        | 28-21, 24-24       |
| 1999-00   | Mislata, Bergen              | El Ferrobús Mislata ( España)            | Tertnes Idrettslag ( Noruega)         | 24-22, 18-19       |
| 1998-99   | Győr, Viborg                 | Viborg HK ( Dinamarca)                   | Györi Graboplast ETO ( Hungría)       | 21-24, 28-21       |
| 1997-98   | Banská Bystrica, Dunaújváros | Dunaferr SE ( Hungría)                   | HC SCP Banska Bystrica ( Eslovaquia)  | 26-22, 34-27       |
| 1996-97   | Liubliana, Dortmund          | Robit Olimpija Ljubljana ( Eslovenia)    | Borussia Dortmund ( Alemania)         | 26-18, 26-30       |
| 1995-96   | Larvik, Debrecen             | Debreceni VSC ( Hungría)                 | Larvik HK ( Noruega)                  | 23-20, 15-18       |
| 1994-95   | Debrecen, Oslo               | Debreceni VSC ( Hungría)                 | Baekkelagets Oslo ( Noruega)          | 22-14, 22-30       |
| 1993-94   | Viborg, Debrecen             | Viborg HK ( Dinamarca)                   | Debreceni VSC ( Hungría)              | 23-20, 21-24       |
| 1992-93   | Bucarest, Dijon              | Rapid Bucarest ( Rumania)                | CSL Dijon ( Francia)                  | 28-16, 22-24       |
| 1991-92   | Leipzig, Partizánske         | HC Leipzig ( Alemania)                   | Tempo Partizanske ( Checoslovaquia)   | 24-19, 28-18       |
| 1990-91   | Zagreb, Leverkusen           | Lokomotiva Zagreb ( Yugoslavia)          | Bayer 04 Leverkusen ( Alemania)       | 19-11, 19-20       |
| 1989-90   | Kiev, Fráncfort del Óder     | Vorwaerts Frankfurt ( Alemania Oriental) | Spartak Kiev ( Unión Soviética)       | 22-19, 16-21       |
| 1988-89   | Râmnicu Vâlcea, Vilna        | Chimistul Ramnicu Valcea ( Rumania)      | Eglé Vilnius ( Unión Soviética)       | 26-18, 21-26       |
| 1987-88   | Vilna, Podgorica             | Eglé Vilnius ( Unión Soviética)          | Buducnost Titograd ( Yugoslavia)      | 34-20, 22-32       |
| 1986-87   | Bratislava, Podgorica        | Buducnost Titograd ( Yugoslavia)         | Start Bratislava ( Checoslovaquia)    | 21-23, 34-27       |
| 1985-86   | Debrecen, Leipzig            | HC Leipzig ( Alemania Oriental)          | Debreceni VSC ( Hungría)              | 16-22, 25-15       |
| 1984-85   | Budapest, Fráncfort del Óder | Vorwaerts Frankfurt ( Alemania Oriental) | Vasas Budapest ( Hungría)             | 19-17, 13-19       |
| 1983-84   | Râmnicu Vâlcea, Oldemburgo   | Chimistul Ramnicu Valcea ( Rumanía)      | VfL Oldenburg ( Alemania Occidental)  | 22-18, 29-21       |
| 1982-83   | Bakú, Rostock                | Automobilist Baku ( Unión Soviética)     | Empor Rostock ( Alemania Oriental)    | 20-14, 18-15       |
| 1981-82   | Zagreb, Vilna                | Tresnjevka Zagreb ( Yugoslavia)          | Eglé Vilnius ( Unión Soviética)       | 30-27, 17-19       |

[*] En los resultados, tanto en la ida como en la vuelta, el primer dígito de los dos resultados, corresponde al resultado del equipo campeón, siendo el segundo dígito, en los dos resultados, el correspondiente al equipo subcampeón. El primer resultado corresponde al partido disputado en la primera sede reflejada, y el segundo resultado, a la segunda sede.

## Palmarés Equipos
Actualizado a la temporada 2023-2024
| PALMARÉS POR EQUIPOS                                                |                  |                        |
| Equipos                                                             | Campeón          | Subcampeón             |
| Viborg HK ( Dinamarca)                                              | 1994, 1999, 2004 | 2022                   |
| FC Midtjylland Handbold / Ikast Bording EH ( Dinamarca)             | 2002, 2011, 2023 | 2007                   |
| Debreceni VSC ( Hungría)                                            | 1995, 1996       | 1986, 1994             |
| Team Tvis Holstebro ( Dinamarca)                                    | 2013, 2015       | 2011                   |
| FC Midtjylland Handbold / Ikast Bording EH ( Dinamarca)             | 2002, 2011       | 2007                   |
| HC Leipzig ( Alemania Oriental / Alemania)                          | 1986, 1992       | 2009                   |
| HBC Lada Togliatti ( Rusia)                                         | 2012, 2014       | -                      |
| Vorwaerts Frankfurt ( Alemania Oriental / Alemania)                 | 1985, 1990       | -                      |
| Chimistul Ramnicu Valcea ( Rumania)                                 | 1984, 1989       | -                      |
| Eglé Vilnius ( Unión Soviética / Lituania)                          | 1988             | 1982, 1989             |
| Rostov-Don ( Rusia)                                                 | 2017             | 2015                   |
| SD Itxako Navarra ( España)                                         | 2009             | 2008                   |
| Dunaferr SE ( Hungría)                                              | 1998             | 2003                   |
| Buducnost Titograd / Buducnost Podgorica ( Yugoslavia / Montenegro) | 1987             | 1988                   |
| Siófok KC ( Hungría)                                                | 2019             | -                      |
| SCM Craiova ( Rumania)                                              | 2018             | -                      |
| Randers HK ( Dinamarca)                                             | 2010             | -                      |
| HC Dinamo Volgograd ( Rusia)                                        | 2008             | -                      |
| Zvezda Zvenigorod ( Rusia)                                          | 2007             | -                      |
| FTC Budapest ( Hungría)                                             | 2006             | -                      |
| Cornexi Alcoa ( Hungría)                                            | 2005             | -                      |
| Slagelse HK ( Dinamarca)                                            | 2003             | -                      |
| MKS Montex Lublin ( Polonia)                                        | 2001             | -                      |
| El Ferrobús Mislata ( España)                                       | 2000             | -                      |
| Robit Olimpija Ljubljana ( Eslovenia)                               | 1997             | -                      |
| BRapid Bucarest ( Rumania)                                          | 1993             | -                      |
| Lokomotiva Zagreb ( Yugoslavia / Croacia)                           | 1991             | -                      |
| Automobilist Bakú ( Unión Soviética / Azerbaiyán)                   | 1983             | -                      |
| Tresnjevka Zagreb ( Yugoslavia / Croacia)                           | 1982             | -                      |
| Daúnjvárosi KKA ( Hungría)                                          | 2016             | -                      |
| Nantes                                                              | 2021             |                        |
| Bietigheim                                                          | 2022             |                        |
| Storhamar Håndball                                                  | 2024             |                        |
| Thüringer HC                                                        | 2025             |                        |
| Györi ETO Kezilabda Club / Györi Graboplast ETO ( Hungría)          | -                | 1999, 2002, 2004, 2005 |
| Team Esbjerg ( Dinamarca)                                           | -                | 2014, 2019             |
| Podravka Koprivnica ( Croacia)                                      | -                | 2001, 2006             |
| Vipers Kristiansand ( Noruega)                                      | -                | 2018                   |
| SG BBM Bietigheim ( Alemania)                                       | -                | 2017                   |
| TuS Metzingen ( Alemania)                                           | -                | 2016                   |
| Metz Handball ( Francia)                                            | -                | 2013                   |
| HC Zalau ( Rumania)                                                 | -                | 2012                   |
| Prosalia Elda Prestigio ( España)                                   | -                | 2010                   |
| Tertnes Idrettslag ( Noruega)                                       | -                | 2000                   |
| HC SCP Banska Bystrica ( Eslovaquia)                                | -                | 1998                   |
| Borussia Dortmund ( Alemania Occidental / Alemania)                 | -                | 1997                   |
| Larvik HK ( Noruega)                                                | -                | 1996                   |
| Baekkelagets Oslo ( Noruega)                                        | -                | 1995                   |
| CSL Dijon ( Francia)                                                | -                | 1993                   |
| Tempo Partizanske ( Checoslovaquia / Eslovaquia)                    | -                | 1992                   |
| Bayer 04 Leverkusen ( Alemania Occidental / Alemania)               | -                | 1991                   |
| Spartak Kiev ( Unión Soviética / Ucrania)                           | -                | 1990                   |
| Start Bratislava ( Checoslovaquia / Eslovaquia)                     | -                | 1987                   |
| Vasas Budapest ( Hungría)                                           | -                | 1985                   |
| VfL Oldenburg ( Alemania Occidental / Alemania)                     | -                | 1984                   |
| Empor Rostock ( Alemania Oriental / Alemania)                       | -                | 1983                   |
| Nykobing Falster ( Dinamarca)                                       |                  | 2023                   |
| CS Gloria Bistrița ( Rumania)                                       |                  | 2024                   |

## Palmarés Naciones
Actualizado a la temporada 2023-2024.
| PALMARÉS POR NACIONES |                   |    |    |         |
| Clasificación         | Nación            | 1º | 2º | Finales |
| 01                    | Dinamarca         | 10 | 6  | 16      |
| 02                    | Hungría           | 7  | 9  | 16      |
| 03                    | Rusia             | 5  | 1  | 6       |
| 04                    | Rumania           | 4  | 2  | 6       |
| 05                    | Alemania Oriental | 3  | 1  | 4       |
| 05                    | Yugoslavia        | 3  | 1  | 4       |
| 07                    | Alemania          | 3  | 6  | 8       |
| 08                    | Unión Soviética   | 2  | 3  | 5       |
| 09                    | España            | 2  | 2  | 4       |
| 10                    | Noruega           | 1  | 4  | 5       |
| 11                    | Francia           | 1  | 2  | 3       |
| 12                    | Eslovenia         | 1  | 0  | 1       |
| 12                    | Polonia           | 1  | 0  | 1       |
| 14                    | Croacia           | 0  | 2  | 2       |
| 14                    | Checoslovaquia    | 0  | 2  | 2       |
| 16                    | Eslovaquia        | 0  | 1  | 1       |

## Representantes españoles
| Representante español |                         |                |                        |                |                                 |            |
| Temp.                 | Equipo 1                | Posición       | Equipo 2               | Posición       | Equipo 3                        | Posición   |
| 2025-26               | Bera Bera               |                | No presentado          |                |                                 |            |
| 2024-25               | Bera Bera               | 1/16 Final     | Club Balonmano Elche   | Fase de grupos |                                 |            |
| 2023-24               | Costa del Sol Málaga    | Fase de grupos | Bera Bera              | 3º Fase        |                                 |            |
| 2022-23               | Bera Bera               | 3ª Fase        | Costa del Sol Málaga   | 2ª Fase        |                                 |            |
| 2021-22               | Bera Bera               | 3ª Fase        | Atlético Guardés       | 3ª Fase        |                                 |            |
| 2020-21               | Bera Bera               | 3ª Fase        |                        |                |                                 |            |
| 2019-20               | Bera Bera               | Fase de grupos | Rocasa Gran Canaria    |                |                                 |            |
| 2018-19               | Bera Bera               | 1/16 Final     | Atlético Guardés       | 1/32 Final     | -                               | -          |
| 2017-18               | Bera Bera               | 1/32 Final     | Atlético Guardés       | 1/32 Final     | -                               | -          |
| 2016-17               | Bera Bera               | 1/16 Final     | -                      | -              | -                               | -          |
| 2015-16               | Bera Bera               | 1/16 Final     | -                      | -              | -                               | -          |
| 2014-15               | Bera Bera               | 1/8 Final      | BM Rocasa Gran Canaria | 1/8 Final      | -                               | -          |
| 2013-14               | Elche Mustang           | 1/8 Final      | BM Rocasa Gran Canaria | 1/8 Final      | Helvetia BM Alcobendas          | 1/16 Final |
| 2012-13               | SD Itxako               | 1/4 Final      | Helvetia BM Alcobendas | 1/16 Final     | Valencia Aicequip               | 1/32 Final |
| 2011-12               | BM Mar Alicante         | 1/2 Final      | Bera Bera              | 1/8 Final      | -                               | -          |
| 2010-11               | BM Mar Sagunto          | 1/4 Final      | BM Elda Prestigio      | 1/16 Final     | Cleba León                      | 1/16 Final |
| 2009-10               | Prosalia Elda Prestigio | Final          | BM Sagunto             | 1/8 Final      | Elche Mustang y BM Mar Alicante | 1/16 Final |
| 2008-09               | SD Itxako               | Campeón        | Akaba Bera Bera        | 1/16 Final     | Cem. Unión-Ribarroja            | 1/16 Final |
| 2007-08               | SD Itxako               | Final          | Orsán Elda Prestigio   | 1/4 Final      | CBM Sagunto                     | 1/16 Final |
| 2006-07               | Orsán Elda Prestigio    | 1/2 Final      | SD Itxako              | 1/8 Final      | CBM Astroc Sagunto              | 1/8 Final  |
| 2005-06               | Cem. Unión-Ribarroja    | 1/8 Final      | Akaba Bera Bera        | 1/8 Final      | -                               | -          |
| 2004-05               | Bera Bera               | 1/16 Final     | SD Itxako              | 1/32 Final     | -                               | -          |
| 2003-04               | SD Itxako               | 1/8 Final      | Bera Bera              | 1/16 Final     | Mar Valencia                    | 1/8 Final  |
| 2002-03               | BM Remudas Gran Canaria | 1/4 Final      | -                      | -              | -                               | -          |
| 2001-02               | Vicar Goya              | 1/4 Final      | -                      | -              | -                               | -          |
| 2000-01               | Bera Bera               | 1/16 Final     | -                      | -              | -                               | -          |
| 1999-00               | El Ferrobús Mislata     | Final          | -                      | -              | -                               | -          |
| 1998-99               | CB Elda Prestigio       | 1/4 Final      | -                      | -              | -                               | -          |
| 1997-98               | CB Elda Prestigio       | 1/2 Final      | -                      | -              | -                               | -          |
| 1996-97               | Mar Valencia            | 1/4 Final      | -                      | -              | -                               | -          |
| 1995-96               | Mar Valencia            | 1/2 Final      | -                      | -              | -                               | -          |
| 1994-95               | Mar Valencia            | 1/4 Final      | -                      | -              | -                               | -          |
| 1993-94               | Mar Valencia            | 1/2 Final      | -                      | -              | -                               | -          |
| 1992-93               | Balonmano Remudas       | 1/4 Final      | -                      | -              | -                               | -          |
| 1991-92               | Constructora Estellés   | 1/8 Final      | -                      | -              | -                               | -          |
| 1990-91               | EMT Pegaso Madrid       | 1/8 Final      | -                      | -              | -                               | -          |
| 1989-90               | BM Leganés              | 1/8 Final      | -                      | -              | -                               | -          |
| 1988-89               | -                       | -              | -                      | -              | -                               | -          |
| 1987-88               | BM Leganés              | 1/8 Final      | -                      | -              | -                               | -          |
| 1986-87               | BM Leganés              | 1/8 Final      | -                      | -              | -                               | -          |
| 1985-86               | CB Hernani              | 1/8 Final      | -                      | -              | -                               | -          |
| 1984-85               | Medes Seguros Onda      | 1/8 Final      | -                      | -              | -                               | -          |
| 1983-84               | Balonmano Zaragoza      | 1/8 Final      | -                      | -              | -                               | -          |
| 1982-83               | Aieta San Sebastian     | 1/8 Final      | -                      | -              | -                               | -          |